# Gran Premio d'Australia 2024
Il Gran Premio d'Australia 2024 è stata la terza prova della stagione 2024 del campionato mondiale di Formula 1. La gara si è disputata domenica 24 marzo sul circuito di Albert Park a Melbourne ed è stata vinta dallo spagnolo Carlos Sainz Jr. su Ferrari, al terzo successo in carriera; Sainz Jr. ha preceduto all'arrivo il suo compagno di squadra, il monegasco Charles Leclerc, e il britannico Lando Norris su McLaren-Mercedes.
All'intero weekend di gara hanno assistito 452 055 spettatori, all'epoca nuovo record per il Gran Premio d'Australia sul circuito di Albert Park. Il precedente primato apparteneva all'edizione del 2023, caratterizzata da una presenza di 444 631 spettatori nel fine settimana. Attualmente è anche il quinto dato più alto della storia della Formula 1, dietro all'edizione del 1995, corsa ad Adelaide, con 520 000 spettatori, alle edizioni 2023 e 2024 del Gran Premio di Gran Bretagna, con 480 000, e all'edizione del 2025, con 465 498.

## Vigilia

### Aspetti tecnici
Per questo Gran Premio la Pirelli, fornitore unico degli pneumatici, offre la scelta tra gomme di mescola C3, C4 e C5, la tipologia di mescole più morbide che caratterizzano l'intera gamma messa a disposizione dall'azienda fornitrice degli pneumatici. La stessa opzione fu scelta per l'edizione 2022 del Gran Premio quando l'evento tornò a far parte del calendario del campionato mondiale di Formula 1 per la prima volta dal 2019, dopo l'annullamento dell'edizione 2020 a causa delle problematiche dettate dalla pandemia di COVID-19. La mescola C5, la più morbida dell'intera gamma, debutta in questo appuntamento dopo l'utilizzo di tutte le altre quattro tipologie nelle prime due gare della stagione. Alla vigilia di questo appuntamento, la Pirelli nomina allo stesso tempo la scelta dei pneumatici per i successivi Gran Premi di Giappone, Cina e Miami.
La Federazione conferma le quattro zone per l'utilizzo del Drag Reduction System stabilite in via definita nell'edizione precedente della gara. Le prime due zone sono stabilite sul rettilineo dei box e nel tratto compreso tra la curva 2 e la curva 3, con un unico detection point fissato prima della curva 13. Le altre due zone sono stabilite tra la curva 8 e la curva 9, e tra la curva 10 e la curva 11, con anche in questo caso un unico detection point, fissato dopo la curva 6. Il circuito dell'Albert Park divenne il primo tracciato in Formula 1 a presentare ben quattro zone per l'utilizzo del dispositivo mobile fin dalla sua introduzione nella massima categoria durante stagione 2011. Le quattro zone erano state designate inizialmente anche per l'edizione del 2022, ma prima dell'inizio della terza sessione di prove libere, la Federazione, per motivi di sicurezza, rimosse la nuova zona DRS stabilita nel nuovo tratto veloce tra le curve 8 e 9, dopo le modifiche al layout del tracciato. Durante la F1 Commission tenutasi alcuni mesi prima dell'edizione precedente, venne deciso di ripristinare la quarta zona. Nella passata edizione il detection point per la zona stabilita tra la curva 8 e la curva 9 venne modificato, insieme al punto di attivazione della zona stessa.
Rispetto all'edizione del 2023, il circuito è oggetto di alcune modifiche. Il cordolo rialzato sul lato destro all'uscita della curva 4 è stato rimosso, così come quello all'uscita della curva 10, sul lato sinistro. Una striscia di cemento viene installata dietro il cordolo all'uscita della curva 11. Le barriere di protezione sono state riallineate nella via di fuga alla curva 4 e sul lato sinistro alla curva 10. La Federazione rende noto che al termine della gara del precedente Gran Premio d'Arabia Saudita, tra le prime dieci vetture classificate è stata sorteggiata la Red Bull Racing di Max Verstappen per le verifiche tecniche. Le ispezioni hanno riguardato tutti gli ammortizzatori delle sospensioni anteriori e posteriori, il sistema di aspirazione dell'aria del motore, il sistema di raffreddamento, e tutti i sensori relativi ai sistemi sopracitati. Tutti i componenti ispezionati sono risultati essere conformi al regolamento tecnico.
Prima della prima sessione di prove libere del venerdì, sulla vettura di Logan Sargeant viene installata la seconda unità relativa al motore a combustione interna e all'unità di controllo elettronico. Sulla vettura di Max Verstappen, Sergio Pérez, Daniel Ricciardo e Yuki Tsunoda viene installata la seconda unità relativa all'impianto di scarico. Tutti i piloti non sono penalizzati sulla griglia di partenza in quanto i nuovi componenti installati rientrano tra quelli utilizzabili nel numero massimo stabilito dal regolamento tecnico. Sulla vettura di Pierre Gasly e Alexander Albon viene installata la seconda scatola del cambio e la seconda trasmissione. Entrambi i piloti non sono penalizzati sulla griglia di partenza in quanto i nuovi componenti installati rientrano tra quelli utilizzabili nel numero massimo stabilito dal regolamento tecnico.

### Aspetti sportivi
Il Gran Premio rappresenta il terzo appuntamento stagionale a distanza di due settimane dalla disputa del Gran Premio d'Arabia Saudita, seconda gara del campionato. Dopo la disputa delle prime due gare della stagione in Medio Oriente e nella giornata di sabato per accomodare l'inizio del Ramadan, il mondiale si sposta nell'emisfero australe. Il Gran Premio d'Australia è l'ultima delle tre prove totali calendarizzate nel mese di marzo. L'appuntamento viene disputato in questo mese per la prima volta dall'edizione del 2019 ed è la prima gara corsa tradizionalmente di domenica dal Gran Premio di Abu Dhabi 2023, ultima prova del campionato precedente. Anche nell'edizione di un anno prima, insieme a quella del 2006 e del 2022, la corsa caratterizzò la terza gara del campionato. In passato, la gara australiana fu appannaggio, per ben ventidue volte, della prima prova della stagione. La corsa è programmata quale prima prova del campionato successivo. Per il secondo weekend di gara consecutivo, il campionato disputa un appuntamento sulla tipologia di tracciato cittadino. Il contratto per l'inserimento della gara nel calendario mondiale, sempre sul circuito di Albert Park, è stato rinnovato nel mese di dicembre 2022 fino alla stagione 2037. Sponsor del Gran Premio, come già successo dal 2013 al 2019 e nell'edizione precedente, è la società svizzera produttrice di orologi Rolex. A questa edizione assistono 452 055 spettatori nel corso del weekend di gara. Il precedente primato apparteneva all'edizione del 2023, caratterizzata da una presenza di 444 631 spettatori nel fine settimana. Attualmente è anche il quinto dato più alto della storia della Formula 1, dietro all'edizione del 1995, corsa ad Adelaide, con 520 000 spettatori, alle edizioni 2023 e 2024 del Gran Premio di Gran Bretagna, con 480 000, e all'edizione del 2025, con 465 498.
Presente nel calendario del campionato mondiale fin dalla stagione 1985, esso vede la disputa dell'ottantasettesima edizione, la trentottesima valida per il mondiale. Fin dal suo debutto, il Gran Premio si è svolto su due principali sedi: il circuito di Adelaide, sede dell'appuntamento dal 1985 al 1995, e l'attuale circuito di Albert Park, sede a partire dal 1996, su due configurazioni. La prima utilizzata fin dall'introduzione del circuito in calendario nello stesso anno, e fino al 2019, e la seconda, in uso dal 2022, più veloce, dopo la rimozione della chicane che caratterizzata in precedenza la curva 9 e la curva 10, insieme a leggere altre modifiche in diverse altre curve. Il Gran Premio d'Australia non è stato corso nel 2020 e nel 2021. Le edizioni furono annullate per via delle problematiche dettate dalla pandemia di COVID-19: nel primo caso la Federazione annullò la gara a poche ore dalla prima sessione di prove libere, dopo che un meccanico della McLaren risultò positivo al SARS-CoV-2, mentre nel secondo caso il Gran Premio, inizialmente posticipato più avanti nel corso della stagione, fu successivamente annullato dopo le decisioni prese dal governo riguardanti l'emergenza sanitaria. L'edizione precedente è stato il primo Gran Premio nella storia della Formula 1 caratterizzato da tre esposizioni della bandiera rossa in gara a seguito di vari incidenti.
Michael Schumacher è il pilota di maggior successo nel Gran Premio d'Australia valido per il campionato mondiale, con quattro successi, tutti con la Ferrari, di cui tre consecutivi dal 2000 al 2002, e nel 2004. Schumacher è seguito da Jenson Button e da Sebastian Vettel, con tre affermazioni a testa: Button vinse nel 2009 con la Brawn GP, e nel 2010 e 2012 con la McLaren; Vettel vinse l'edizione del 2011 con la Red Bull Racing, e nel 2017 e 2018 con la Ferrari. Cinque dei piloti partecipanti al campionato hanno vinto la gara australiana: lo spagnolo dell'Aston Martin, Fernando Alonso, vinse l'edizione del 2006 con l'ex scuderia denominata Renault; il britannico della Mercedes, Lewis Hamilton, ottenne due successi, nel 2008 con la McLaren e nel 2015 con il costruttore tedesco; il finlandese Valtteri Bottas della Sauber nel 2019 con la Mercedes; il monegasco Charles Leclerc della Ferrari con la scuderia italiana nel 2022; l'olandese e campione del mondo della Red Bull Racing, Max Verstappen, nella passata stagione. La McLaren è il team più vittorioso con undici affermazioni, davanti alla Ferrari con dieci, Williams con cinque e Mercedes con quattro. Hamilton detiene il record del maggior numero di pole position, con otto. Degli altri attuali piloti ad aver ottenuto la partenza al palo in questo appuntamento sono stati Leclerc nel 2022 e Verstappen nella passata stagione. I due piloti australiani del campionato, Oscar Piastri della McLaren e Daniel Ricciardo della RB, sono la prima coppia di piloti locali a gareggiare nel Gran Premio di casa dopo Mark Webber con la Red Bull Racing e lo stesso Ricciardo con l'ex scuderia denominata Toro Rosso nella stagione 2013. Nessuno dei due è stato classificato nelle prime tre posizioni nel Gran Premio di casa. Entrambi hanno il quarto posto quale miglior risultato raggiunto, Webber nel 2012 con la Red Bull Racing e Ricciardo nel 2016 con lo stesso team e nel 2019 con l'ex Renault. Nell'edizione del 2014 con la Red Bull Racing, Ricciardo tagliò il traguardo in seconda posizione, ma successivamente fu squalificato a causa di un'irregolarità del flusso di carburante della sua vettura. La posizione d'arrivo più alta, il quarto posto, per entrambi, rimane il miglior risultato per un pilota australiano nel Gran Premio di casa. Dei piloti partecipanti al campionato, Ricciardo è il pilota con più giri più veloci registrati, due, nel 2016 e 2018 con la Red Bull Racing. Kimi Räikkönen detiene il record, con sei giri più veloci, segnati con la McLaren nel 2002, 2003 e 2006, con la Ferrari nel 2007 e 2017, e nel 2013 con l'ex scuderia Lotus.
Dopo non aver preso parte al precedente Gran Premio d'Arabia Saudita, il pilota spagnolo della Ferrari, Carlos Sainz Jr., gareggia dopo aver superato il test medico della Federazione, previsto nella giornata del giovedì. Sainz Jr. disputò solo le prime due sessioni di prove libere del precedente Gran Premio in quanto gli fu rilevata un'appendicite. Egli venne sostituito dal pilota di riserva della Ferrari e di Formula 2 per il team Prema Racing, il britannico Oliver Bearman, il quale debuttò in un Gran Premio di Formula 1. Dopo che l'Australian Grand Prix Corporation è stata ritenuta responsabile di violazioni sulla sicurezza nell'edizione precedente della gara per via dell'invasione del tracciato da parte degli spettatori al termine della corsa, a quest'ultimi viene vietato di scendere in pista in qualsiasi fase dell'evento, annullando una precedente tradizione che gli consentiva di accedere dopo una gara. In caso di accesso alla pista da parte del pubblico, possono essere imposte multe con cifre cospicue, sfratto dall'evento e divieti nelle gare future. L'evento è andato esaurito per la prima volta nella sua storia. La Mercedes annuncia l'ingaggio dell'ingegnere della Ferrari, Simone Resta, insieme a Enrico Sampò. Il primo è stato nominato direttore dello sviluppo strategico, mentre il secondo responsabile delle applicazioni software per le prestazioni. Il team principal della McLaren, Zak Brown, rinnova con la scuderia di Woking fino alla stagione 2030. La scuderia svizzera Sauber viene iscritta al Gran Premio come Kick Sauber F1 Team, senza l'utilizzo nella denominazione dell'altro title sponsor della squadra, Stake.
L'ex pilota di Formula 1 Johnny Herbert è nominato commissario aggiunto. Il britannico ha svolto in passato, in diverse occasioni, tale funzione. Herbert fu designato commissario aggiunto anche per le edizioni 2011 e 2012 della gara. È la casa automobilistica britannica Aston Martin a fornire la safety car e la medical car, per l'ultima volta fornitrice delle vetture nel precedente Gran Premio d'Arabia Saudita.

## Prove

### Resoconto
La prima sessione vede un grande equilibrio tra i piloti: i primi sei sono racchiusi in 78 millesimi di secondo, mentre i primi dieci lo sono in tre decimi. Il migliore è stato Lando Norris, che ha preceduto Verstappen e Russell. Le Red Bull Racing sono apparse un po' instabili, tanto che entrambi i piloti sono stati costretti a frequenti correzioni di guida. Sainz Jr., al rientro dopo due settimane di riposo, ha chiuso con l'ottavo tempo. L'altro spagnolo, Fernando Alonso, ha potuto disporre solo della parte finale della sessione, dopo che, nei primi minuti, con un'escursione di pista, ha danneggiato il fondo della sua Aston Martin. La sessione, quando mancavano circa venti minuti alla sua conclusione, è stata interrotta con bandiera rossa, per un incidente che ha coinvolto Alexander Albon. Il pilota della Williams è uscito di pista, alla curva 6, colpendo il muretto con la parte destra della sua monoposto; la stessa è poi rimbalzata verso l'esterno della curva, finendo per danneggiare anche il suo lato sinistro.
Nella seconda sessione il tempo migliore, ottenuto con gomme soft, è fatto segnare da Charles Leclerc, che si era dimostrato molto rapido anche con l'uso delle gomme medie. La buona competitività della Ferrari è testimoniata anche dal terzo tempo per Carlos Sainz Jr.. Fra i due piloti della scuderia italiana si è inserito Verstappen. Il campione del mondo ha comunque evidenziato problemi di sottosterzo. Anche l'Aston Martin e la McLaren hanno dimostrato la loro velocità, con la seconda molto consistente, soprattutto nella simulazione di gara. Più in difficoltà è sembrata la Mercedes, che ha svolto test comparativi su varie tipologie di fondo. Non ha partecipato alla sessione Albon: la squadra non dispone di un telaio di riserva, e non è in grado di riparare in tempo quello danneggiato al mattino. Per il resto del weekend, la Williams decide di affidare ad Albon la vettura del compagno di scuderia, Logan Sargeant, che è costretto a saltare il resto del Gran Premio.
Durante le prime due sessioni di prove libere del venerdì, Logan Sargeant utilizza l'assemblaggio di una trasmissione al di fuori dell'allocazione prevista secondo il regolamento tecnico. Il pilota statunitense della Williams non è penalizzato sulla griglia di partenza in quanto tale operazione rientra tra quelle effettuabili nel numero massimo consentito dal regolamento tecnico.
Nella notte tra il venerdì e il sabato, la Williams utilizza uno dei due coprifuochi concessi durante la stagione per effettuare le operazioni sulle proprie vetture. La scuderia britannica non riceve sanzioni. Prima dell'inizio della terza sessione di prove libere, sulla vettura di Max Verstappen e Alexander Albon viene installata la seconda unità relativa al motore a combustione interna, al turbocompressore, all'MGU-H e all'MGU-K. Sulla vettura di Verstappen viene installata la terza unità relativa all'impianto di scarico e su quella di Albon la seconda unità dello stesso componente. Entrambi i piloti non sono penalizzati sulla griglia di partenza in quanto i nuovi componenti installati rientrano tra quelli utilizzabili nel numero massimo stabilito dal regolamento tecnico.
Leclerc si conferma anche nella sessione del sabato, dove coglie anche il nuovo record del tracciato, proprio nell'ultimo tentativo. A causa della pioggia caduta nella notte, la temperatura della pista è risultata più bassa rispetto al venerdì, almeno nella parte iniziale della sessione. Alle spalle del monegasco si è classificato Verstappen, mentre terzo ha chiuso Sainz Jr., che però a colto il suo tempo usando gomme medie e non morbide. Verstappen si è ancora lamentato per l'assetto della monoposto, evidenziando come le gomme medie siano più performanti rispetto alle gomme a mescola soft. Tutti i piloti hanno provato a effettuare due giri di riscaldamento prima di attaccare il tempo. Hamilton è salito al quarto posto; le Mercedes non sono ancora riuscite a sfruttare validamente le gomme medie, mentre risultano più veloci con le gomme soft.
Al termine della sessione di prove libere del sabato, Carlos Sainz Jr. viene convocato dai commissari sportivi per non aver seguito le istruzioni stabilite dalla direzione gara. Il pilota spagnolo della Ferrari ha completato una prova di partenza prima di ricevere il segnale di fine sessione. Sainz Jr. riceve una reprimenda legata alla guida.

### Risultati
Nella prima sessione del venerdì si è avuta questa situazione:
| Pos | Nº | Pilota         | Costruttore                | Tempo    | Gap    | Giri |
| --- | -- | -------------- | -------------------------- | -------- | ------ | ---- |
| 1   | 4  | Lando Norris   | McLaren-Mercedes           | 1'18"564 |        | 23   |
| 2   | 1  | Max Verstappen | Red Bull Racing-Honda RBPT | 1'18"582 | +0"018 | 19   |
| 3   | 63 | George Russell | Mercedes                   | 1'18"597 | +0"033 | 21   |

Nella seconda sessione del venerdì si è avuta questa situazione:
| Pos | Nº | Pilota           | Costruttore                | Tempo    | Gap    | Giri |
| --- | -- | ---------------- | -------------------------- | -------- | ------ | ---- |
| 1   | 16 | Charles Leclerc  | Ferrari                    | 1'17"277 |        | 26   |
| 2   | 1  | Max Verstappen   | Red Bull Racing-Honda RBPT | 1'17"658 | +0"381 | 21   |
| 3   | 55 | Carlos Sainz Jr. | Ferrari                    | 1'17"707 | +0"430 | 25   |

Nella sessione del sabato si è avuta questa situazione:
| Pos | Nº | Pilota           | Costruttore                | Tempo    | Gap    | Giri |
| --- | -- | ---------------- | -------------------------- | -------- | ------ | ---- |
| 1   | 16 | Charles Leclerc  | Ferrari                    | 1'16"714 |        | 22   |
| 2   | 1  | Max Verstappen   | Red Bull Racing-Honda RBPT | 1'16"734 | +0"020 | 28   |
| 3   | 55 | Carlos Sainz Jr. | Ferrari                    | 1'16"791 | +0"077 | 20   |

## Qualifiche

### Resoconto
Prima delle qualifiche, sulla vettura di Kevin Magnussen viene installata la seconda scatola del cambio e la seconda trasmissione. Il pilota danese della Haas non è penalizzato sulla griglia di partenza in quanto i nuovi componenti installati rientrano tra quelli utilizzabili nel numero massimo stabilito dal regolamento tecnico.
Albon, il primo in pista, si lamenta per le foglie presenti sul tracciato. Dopo l'arrivo delle Haas, si porta in vetta Verstappen, che si lamenta ancora del sottosterzo. Leclerc, invece, chiede una visiera più scura. Sainz Jr. passa al comando, battuto subito dall'altro ferrarista, Leclerc. Le due McLaren sono quinta e sesta, mentre Ocon sfiora il muretto, all'uscita dell'ultima curva, soffrendo così di una foratura. Russell è solo quattordicesimo, con Hamilton che è quinto. Risale terzo Lando Norris, battuto da Piastri, che si ferma a soli 125 millesimi da Leclerc. In seguito è Fernando Alonso a scalare al comando (1'16"991); Verstappen resta a soli 0"238 dallo spagnolo. Pérez si migliora, ponendosi tra le due Ferrari. Sainz Jr. migliora il tempo di Alonso (1'16"731). Questa volta Leclerc non è capace di limare il tempo del compagno di scuderia. Progredisce Russell, al nono tempo, battuto da Hamilton per 23 millesimi. Pérez rimonta secondo, mentre Alexander Albon è quinto. Strappa il terzo tempo Verstappen, a meno di un decimo da Leclerc. Negli istanti finali di sessione Ricciardo rimonta al decimo posto, Lance Stroll si piazza quinto, mentre Hamilton è undicesimo. Tsunoda risale al settimo posto, con Ocon che strappa il quindicesimo tempo. Il tempo di Ricciardo viene annullato, per aver superato i limiti di pista: ciò lo riporta in zona di eliminazione. Non passano il turno, oltre l'australiano, Hülkenberg, Gasly e Zhou.
In Q2 Sainz Jr. marca il tempo di riferimento: 1'16"671. Il tempo del ferrarista è scavalcato da Max Verstappen (1'16"387), che ottiene il tempo record della pista. Leclerc e Albon sono, rispettivamente, terzo e quarto. Norris scala quarto, Lewis Hamilton è sesto; meglio fa Oscar Piastri, col miglior primo settore, che chiude al secondo posto. Russell è settimo, proprio davanti all'altra Mercedes. Sainz Jr. riottiene la miglior prestazione, in 1'16"189. Pérez, che si migliora nel primo, ma non nel secondo settore, abbassa il suo tempo, ed è quarto. Risale al terzo posto Leclerc. Alonso è settimo, davanti al duo della Mercedes, mentre Stroll è decimo. Hamilton, a causa di un piccolo errore alla penultima curva, resta nono. Nell'ultimo tentativo le Aston Martin e Yuki Tsunoda si migliorano, tanto da fare uscire Hamilton dai primi dieci. Oltre all'ex campione del mondo, non accedono alla Q3 nemmeno Albon, Bottas, Magnussen e Ocon.
Anche nella fase decisiva Sainz Jr. è il primo a chiudere un giro, in 1'16"331. George Russell si ferma a 0"544 dal tempo dello spagnolo. Non batte il tempo di Sainz Jr. nemmeno Leclerc, rimanendo staccato di 0"104. Piastri ferma i cronometri in 1'16"867; più lontano rimane Tsunoda, staccato di un secondo da Sainz Jr.. Poco dopo Verstappen strappa la pole position provvisoria, con 1'16"048; chiude quarto Norris, battuto, in seguito, da Pérez. Stroll si limita a un solo tentativo rapido, mentre Alonso rovina il primo, con un'escursione di pista. Col secondo giro veloce Verstappen si migliora nel primo settore, ma il suo tempo viene, a sua volta, battuto da Sainz Jr.. Solo col secondo settore il pilota della Red Bull Racing riesce a scavare un piccolo margine positivo col ferrarista. A fine giro Verstappen abbassa il limite in 1'15"915, mentre lo spagnolo chiude in 1'16"185. Piastri progredisce in quinta piazza. Norris è capace di battere Piastri, mentre Russell non fa meglio del settimo tempo. Leclerc non chiude il suo tentativo, restando quinto.
Max Verstappen conquista la trentacinquesima pole position in carriera, la terza in stagione, nonché consecutiva, e bissa la partenza al palo nel Gran Premio d'Australia per la seconda edizione consecutiva della gara. Per la Red Bull Racing è la novantottesima partenza in prima posizione della storia, la terza del campionato, nonché consecutiva, e la quinta generale in questo appuntamento, confermandosi in prima piazza dopo la pole position di Verstappen nel 2023. Per Sainz Jr., secondo, è la dodicesima prima fila in carriera, la prima del campionato, nonché la prima nella gara australiana. Lo spagnolo non si era mai qualificato nelle prime quattro posizioni a Melbourne. Sainz Jr. può condorre il primo giro di gara come fece Russell nell'edizione precedente, partito dalla stessa posizione. Pérez si qualifica in terza posizione, ed è partito tra i primi otto solamente una volta in questo appuntamento, quando fu sempre terzo nel 2022. Il messicano doveva partire nei primi tre posti per la seconda gara di fila per la prima volta dai Gran Premi di Azerbaigian e Miami del 2023, prima di essere retrocesso in griglia di partenza per aver ostacolato Hülkenberg.
La terza posizione di Norris dopo la penalità di Pérez è il miglior risultato in stagione in qualifica per la McLaren. Il quinto posto di Leclerc diventato successivamente quarto mette fine a una serie di sette gare consecutive di partenze in prima fila, la più lunga della sua carriera. Piastri parte quinto dopo la penalità di Pérez, undici posizioni più in alto rispetto allo scorso anno nel Gran Premio di casa. Russell è qualificato settimo come nel precedente Gran Premio d'Arabia Saudita, senza che nessuna vettura della Mercedes occupi le prime sei posizioni per la prima volta dal 2011. Tsunoda è ottavo, e riesce a qualificarsi nei primi dieci nel Gran Premio d'Australia per la prima volta, oltre a ottenere la qualificazione in Q3 per la seconda gara di fila dopo non esserci riuscito nel precedente campionato. Stroll è nono, e si qualifica davanti ad Alonso solamente per la quarta volta dall'inizio del 2023. La decima posizione dello spagnolo è il peggior risultato in qualifica dal Gran Premio di Città del Messico 2023. Hamilton, sopravanzato da Russell è in qualifica per la quinta gara di fila, è eliminato in Q2 nella gara australiana per la prima volta dal 2010, alla guida della McLaren. Bottas, tredicesimo, ottiene il passaggio alla Q2 per la prima volta in stagione. La posizione di partenza del finlandese è la migliore del campionato per la Sauber. Hülkenberg è qualificato sedicesimo, dopo aver raggiunto l'ultima fase nelle due precedenti gare. La diciassettesima posizione di Gasly è la sua migliore della stagione. Ricciardo è diciottesimo dopo essersi visto cancellato un tempo per aver oltrepassato i limiti del tracciato. L'australiano non era mai stato eliminato nella prima fase nel Gran Premio di casa. Zhou è il pilota più lento in qualifica per la seconda gara di fila.
Verstappen, alla quarta pole position generale consecutiva, conta da solo le stesse partenze al palo di tutti i piloti australiani della storia della categoria (Jack Brabham, Mark Webber, Alan Jones e Daniel Ricciardo). Il campione del mondo è il primo pilota a ottenere le prime tre pole position del campionato da Hamilton nella stagione 2015, e il secondo pilota della Red Bull Racing dopo Sebastian Vettel nel 2011. Verstappen ottiene sessantuno prime file con la scuderia austriaca, le stesse che ottenne Ayrton Senna con la McLaren. Il leader della classifica piloti è imbattuto nelle ultime diciotto partenze dalla pole position, per una striscia record. Il tempo della partenza al palo dell'olandese di 1'15"915 rappresenta il rilievo cronometrico più rapido mai ottenuto sulla pista australiana, con l'attuale configurazione del tracciato utilizzata dal 2022, con una media di 250,290 km/h. Il precedente primato apparteneva sempre a Verstappen che ottenne il tempo di 1'16"732 nell'edizione precedente, sempre valevole per la pole position, con una media di 247,625 km/h. Il circuito dell'Albert Park diventa l'ottavo tracciato nella storia della Formula 1 con una pole posision ad almeno 250 km/h di media. Verstappen condivide la prima fila con un pilota della Ferrari per la sesta gara consecutiva. L'olandese è in pole position per 0"270, con i successivi 0"250 che coprono quattro vetture.
Pierre Gasly riceve una reprimenda legata alla guida, la prima della stagione, per aver oltrepassato la linea gialla all'uscita della pit lane, nel corso della Q1. Al termine delle qualifiche, Sergio Pérez e Nico Hülkenberg vengono convocati dai commissari sportivi in quanto il pilota messicano ha ostacolato quello tedesco alla curva 13, nel corso della Q1. Pérez viene penalizzato di tre posizioni.
Sono stati cancellati due tempi dai commissari sportivi ai piloti per non aver rispettato i limiti della pista, durante le qualifiche. Si sono visti cancellare il tempo Alexander Albon (alla curva 10) e Daniel Ricciardo (alla curva 5). Albon, Kevin Magnussen, Zhou Guanyu, Pérez, Esteban Ocon e George Russell non ricevono sanzioni da parte dei commissari sportivi, per non aver rispettato le istruzioni stabilite dalla direzione gara. Tutti i piloti hanno superato il tempo limite di un minuto e 33 secondi valevole tra la seconda linea della safety car e la prima di essa. Albon, Magnussen, Zhou e Pérez nel corso del quarto giro in Q1, Ocon nel corso del quinto sempre nella stessa fase, e Russell per due volte, nel corso del quarto giro in Q1 e nel corso dell'ottavo, sempre nella stessa fase.

### Risultati
Nella sessione di qualifica si è avuta questa situazione:
| Pos                         | Nº | Pilota           | Costruttore                  | Q1       | Q2       | Q3       | Griglia |
| --------------------------- | -- | ---------------- | ---------------------------- | -------- | -------- | -------- | ------- |
| 1                           | 1  | Max Verstappen   | Red Bull Racing-Honda RBPT   | 1'16"819 | 1'16"387 | 1'15"915 | 1       |
| 2                           | 55 | Carlos Sainz Jr. | Ferrari                      | 1'16"731 | 1'16"189 | 1'16"185 | 2       |
| 3                           | 11 | Sergio Pérez     | Red Bull Racing-Honda RBPT   | 1'16"805 | 1'16"631 | 1'16"274 | 6       |
| 4                           | 4  | Lando Norris     | McLaren-Mercedes             | 1'17"430 | 1'16"750 | 1'16"315 | 3       |
| 5                           | 16 | Charles Leclerc  | Ferrari                      | 1'16"984 | 1'16"304 | 1'16"435 | 4       |
| 6                           | 81 | Oscar Piastri    | McLaren-Mercedes             | 1'17"369 | 1'16"601 | 1'16"572 | 5       |
| 7                           | 63 | George Russell   | Mercedes                     | 1'17"062 | 1'16"901 | 1'16"724 | 7       |
| 8                           | 22 | Yuki Tsunoda     | RB-Honda RBPT                | 1'17"356 | 1'16"791 | 1'16"788 | 8       |
| 9                           | 18 | Lance Stroll     | Aston Martin Aramco-Mercedes | 1'17"376 | 1'16"780 | 1'17"072 | 9       |
| 10                          | 14 | Fernando Alonso  | Aston Martin Aramco-Mercedes | 1'16"991 | 1'16"710 | 1'17"552 | 10      |
| 11                          | 44 | Lewis Hamilton   | Mercedes                     | 1'17"499 | 1'16"960 | N.D.     | 11      |
| 12                          | 23 | Alexander Albon  | Williams-Mercedes            | 1'17"130 | 1'17"167 | N.D.     | 12      |
| 13                          | 77 | Valtteri Bottas  | Kick Sauber-Ferrari          | 1'17"543 | 1'17"340 | N.D.     | 13      |
| 14                          | 20 | Kevin Magnussen  | Haas-Ferrari                 | 1'17"709 | 1'17"427 | N.D.     | 14      |
| 15                          | 31 | Esteban Ocon     | Alpine-Renault               | 1'17"617 | 1'17"697 | N.D.     | 15      |
| 16                          | 27 | Nico Hülkenberg  | Haas-Ferrari                 | 1'17"976 | N.D.     | N.D.     | 16      |
| 17                          | 10 | Pierre Gasly     | Alpine-Renault               | 1'17"982 | N.D.     | N.D.     | 17      |
| 18                          | 3  | Daniel Ricciardo | RB-Honda RBPT                | 1'18"085 | N.D.     | N.D.     | 18      |
| 19                          | 24 | Zhou Guanyu      | Kick Sauber-Ferrari          | 1'18"188 | N.D.     | N.D.     | PL      |
| Tempo limite 107%: 1'22"731 |    |                  |                              |          |          |          |         |

In grassetto sono indicate le migliori prestazioni in Q1, Q2 e Q3.

## Gara

### Resoconto
Prima della gara, sulla vettura di Daniel Ricciardo viene installata la seconda unità relativa al motore a combustione interna, al turbocompressore, all'MGU-H e MGU-K, e la terza unità relativa all'impianto di scarico. Il pilota australiano della RB non è penalizzato sulla griglia di partenza in quanto i nuovi componenti installati rientrano tra quelli utilizzabili nel numero massimo stabilito dal regolamento tecnico. Sulla vettura di Zhou Guanyu viene installato un nuovo alettone anteriore di scorta, insieme alle modifiche al set up delle sospensioni. Gli elementi vengono installati con specifiche diverse da quelle originariamente utilizzate, e vengono sostituiti con l'approvazione del delegato tecnico della Federazione durante il regime di parco chiuso. Zhou è costretto a partire dalla pit lane.
Partono, con le gomme a mescola dura, Alonso e Hülkenberg; con le morbide Ricciardo, Gasly e Hamilton; il resto dei piloti opta per le gomme a mescola media. Verstappen si difende da Sainz Jr., al via; seguono Norris, Leclerc, Piastri e Russell. Nel secondo giro il ferrarista passa al comando mentre, poco dopo, Verstappen presenta dei problemi ai freni che lo costringono al ritiro, subito dopo essere entrato ai box. Hamilton si ferma al cambio gomme, al settimo giro. Il pilota della Mercedes passa alle coperture dure. Tre giri dopo si fermano, uno dietro all'altro, Leclerc e Piastri. Il monegasco rientra in pista alle spalle di Pierre Gasly, ma lo passa molto presto. La stessa manovra riesce anche a Piastri.
Al quindicesimo giro c'è la sosta per Lando Norris e per Pérez. Il pilota della McLaren ha ritardato troppo il cambio gomme, e torna in gara alle spalle di Leclerc e di Piastri. Sainz Jr. comanda, davanti ad Alonso, Leclerc, Piastri, Norris e Nico Hülkenberg. Pérez è decimo, davanti a Hamilton. Al sedicesimo passaggio George Russell supera Gasly, per la settima posizione. Un giro dopo è il turno per Sainz Jr. di effettuare il pit stop. Pochi istanti dopo si deve ritirare Lewis Hamilton; la necessità di mettere in sicurezza la sua vettura costringe la direzione di gara a imporre il regime di virtual safety car. Ciò permette a Fernando Alonso di effettuare la sua sosta. Il Gran Premio vede al comando le due Ferrari, seguite dalle due McLaren, poi Alonso, Russell e Pérez.
Al ventunesimo giro Sergio Pérez supera Russell e, sei giri dopo, anche Alonso. Poco dopo la McLaren invita Piastri a cedere la posizione a Norris, più rapido. Dopo 32 giri Sainz Jr. ha un margine di 7"8 su Leclerc, 10"3 su Norris, 13" su Piastri e oltre 23 su Pérez. Norris riduce lo svantaggio da Leclerc, che entra ai box, per la seconda sosta, dopo 35 giri di gara. Il pilota della Ferrari rimonta gomme hard e rientra in pista poco davanti a Pérez, che si fermerà il giro dopo, riuscendo però a mantenere la posizione. Oscar Piastri, dopo un errore di guida all'ultima curva, va alla sua seconda sosta, al quarantesimo passaggio. Il giro dopo è il turno per Norris. Al quarantaduesimo giro si ferma anche Carlos Sainz Jr.; Piastri, nello stesso giro, passa Alonso.
La classifica vede ancora al comando Sainz Jr., con 5" su Leclerc, 9"5 su Norris, 18"4 su Russell, che non si è fermato, e 28"3 su Pérez. Russell si ferma solo al quarantaseiesimo giro. Il britannico rientra in gara alle spalle di Pérez e Alonso. Norris, al quarantanovesimo giro, coglie il giro veloce in gara. Il suo primato viene, però, presto battuto da Leclerc. Negli ultimi giri Russell si mette all'inseguimento di Alonso; al penultimo giro il pilota della Mercedes perde il controllo della sua vettura, alla curva 6, va nella via di fuga, per poi rientrare in pista e fermarsi in mezzo al tracciato. Gli ultimi due giri di gara sono svolti in regime di virtual safety car.
Carlos Sainz Jr. vince il terzo Gran Premio in carriera. Per il pilota spagnolo è il primo successo dal Gran Premio di Singapore 2023. Per la Ferrari è la duecentoquarantaquattresima vittoria della propria storia, e la prima nel Gran Premio d'Australia da quella dell'edizione 2022 con Leclerc, nonché l'undicesima complessiva. Il costruttore di Maranello segna l'ottantaseiesima doppietta nella storia del mondiale, per la prima volta dal Gran Premio del Bahrein 2022. Con la seconda posizione, Leclerc eguaglia il suo record personale di punti in dodici gare consecutive. Il monegasco termina a podio per la quinta volta nelle ultime sei gare. La terza posizione di Norris è stato il primo podio per la McLaren in dieci stagioni nella gara australiana. Pérez ottiene la stessa quinta posizione dell'edizione precedente, mentre Alonso, sesto all'arrivo, ma ottavo a seguito della penalità, è uno dei sei piloti sempre a punti in tutte le gare fin qui disputate in stagione. Per Tsunoda la settima posizione è il miglior piazzamento dal Gran Premio dell'Emilia-Romagna 2022. La RB ottiene punti per la prima volta in campionato. Hülkenberg, nono, conquista punti nelle ultime quattro apparizioni in questo appuntamento. Il tedesco ottiene punti per la seconda gara di fila dopo venti gare in cui non ne ha conquistati. Con la decima posizione di Magnussen, la Haas ottiene punti con entrambe le vetture per la prima volta dal Gran Premio d'Austria 2022. Albon termina undicesimo, mancando l'accesso alla zona punti per 0"928. Ricciardo conclude dodicesimo, al miglior risultato in stagione, nel decimo Gran Premio di casa.
Sainz Jr., al primo successo senza partire dalla pole position e al ventesimo podio in carriera, è il secondo vincitore diverso in stagione dopo Verstappen, il ventitreesimo nel Gran Premio d'Australia, il terzo differente nelle ultime tre edizioni della gara, e il primo di nazionalità spagnola da Alonso nell'edizione del 2006. Tutti e tre i successi in carriera dello spagnolo sono ottenuti in altrettanti Gran Premio differenti. Sainz Jr. e Verstappen sono gli unici vincitori negli ultimi undici mesi. Sainz Jr. è il primo pilota a trionfare da un ritorno per infortunio oppure assenza medica da Gerhard Berger nel Gran Premio di Germania 1997. La Ferrari diventa il secondo costruttore vincente differente in stagione dopo la Red Bull Racing, ed eguaglia la McLaren quale scuderia con più successi nella gara australiana, con undici. Essa segna la terza doppietta della storia in questo appuntamento dopo quelle del 2000 e 2004, solamente la seconda in questo decennio, e la decima vittoria a Melbourne, già quale costruttore con più vittorie in questa sede. La Ferrari ha ottenuto solo quattro doppiette nelle ultime quattordici stagioni. Verstappen, ritirato per la prima volta dallo stesso Gran Premio nella stagione 2022, termina una serie di nove successi consecutivi, al secondo posto di sempre insieme a Sebastian Vettel, e si ferma a quarantatré gare, la seconda striscia più lunga di tutti i tempi, nel quale ottiene punti consecutivamente, con la serie che era iniziata nel Gran Premio dell'Emilia-Romagna 2022. Il leader del campionato termina anche una striscia record di diciotto partenze dalla pole position in cui era imbattuto. Verstappen aveva vinto diciannove delle ultime venti gare prima di questo appuntamento. Norris segna un nuovo record quale pilota con il maggior numero di podi, quattordici, senza ancora aver vinto un Gran Premio. Piastri eguaglia Mark Webber e Ricciardo quale pilota australiano ad ottenere il quarto posto come miglior piazzamento nel Gran Premio di casa.
In caso di piazzamenti invertiti dei due piloti della Ferrari, Leclerc sarebbe stato in testa al campionato in quanto sia il monegasco che la Ferrari sono a quattro punti di margine dalla testa di entrambe le classifiche mondiali. Per la quarantottesima volta da quando è stato istituito nella stagione 2016, il riconoscimento del pilota del giorno è assegnato al pilota vincitore della gara. L'ultima corsa in cui le prime due posizioni sono occupate dalla Ferrari e la terza e la quarta dalla McLaren risale al Gran Premio del Belgio 2007. Senza Russell né Hamilton al traguardo, la Mercedes termina una serie di sessantadue Gran Premi a punti, il quale eguaglia la sua precedente migliore serie di punti nella categoria. L'ultima gara in cui il costruttore tedesco non ha ottenuto punti fu il Gran Premio d'Azerbaigian 2021, mentre l'ultimo doppio ritiro risale al Gran Premio d'Austria 2018. Verstappen e Hamilton non concludono una gara solamente per la seconda volta dopo il Gran Premio d'Italia 2021, quando ebbero una collisione tra di loro. Il giro più veloce della gara di 1'19"813 realizzato da Leclerc rappresenta il rilievo cronometrico più rapido in gara sul circuito di Melbourne, con l'attuale configurazione utilizzata dal 2022. Il precedente record di 1'20"235 fu appannaggio di Pérez, stabilito l'anno precedente. Il monegasco ottiene il giro più veloce per la seconda gara di fila. I meccanici della Red Bull Racing stabiliscono il primato stagionale di tempo per una sosta ai box durante un pit stop di Pérez, con 2"10. Il precedente record apparteneva alla Ferrari per una sosta ai box di Leclerc con 2"23 nel Gran Premio del Bahrein. Anche il costruttore italiano batte il proprio tempo segnato a Sakhir, in due occasioni e sempre per una sosta ai box di Leclerc, rispettivamente con 2"18 e 2"20. In ogni stagione in cui una squadra ha ottenuto una doppietta nel Gran Premio d'Australia a Melbourne ha poi vinto entrambi i campionati mondiali, con la Mercedes l'ultima squadra a riuscirci, nel 2019. È stato il più veloce Gran Premio d'Australia della storia sul tempo della distanza di gara tra le due sedi di Adelaide e Melbourne, e tra le due configurazioni del circuito di Albert Park, corso alla media di 228,316 km/h. È il primo Gran Premio della storia ad essere concluso sotto il regime di virtual safety car, mentre è il secondo Gran Premio d'Australia che viene completato durante una neutralizzazione, dopo l'edizione del 2009 terminata in regime di safety car.
Sono stati cancellati due tempi dai commissari sportivi ai piloti per non aver rispettato i limiti della pista, durante la gara. Si sono visti cancellare il tempo Lewis Hamilton e Pierre Gasly (alla curva 2).

### Risultati
I risultati del Gran Premio sono i seguenti:
| Pos | Nº | Pilota           | Costruttore                  | Giri | Tempo/Ritiro | Griglia | Punti |
| --- | -- | ---------------- | ---------------------------- | ---- | ------------ | ------- | ----- |
| 1   | 55 | Carlos Sainz Jr. | Ferrari                      | 58   | 1h20'26"843  | 2       | 25    |
| 2   | 16 | Charles Leclerc  | Ferrari                      | 58   | +2"366       | 4       | 19    |
| 3   | 4  | Lando Norris     | McLaren-Mercedes             | 58   | +5"904       | 3       | 15    |
| 4   | 81 | Oscar Piastri    | McLaren-Mercedes             | 58   | +35"770      | 5       | 12    |
| 5   | 11 | Sergio Pérez     | Red Bull Racing-Honda RBPT   | 58   | +56"309      | 6       | 10    |
| 6   | 18 | Lance Stroll     | Aston Martin Aramco-Mercedes | 58   | +1'33"222    | 9       | 8     |
| 7   | 22 | Yuki Tsunoda     | RB-Honda RBPT                | 58   | +1'35"601    | 8       | 6     |
| 8   | 14 | Fernando Alonso  | Aston Martin Aramco-Mercedes | 58   | +1'40"992    | 10      | 4     |
| 9   | 27 | Nico Hülkenberg  | Haas-Ferrari                 | 58   | +1'44"553    | 16      | 2     |
| 10  | 20 | Kevin Magnussen  | Haas-Ferrari                 | 57   | +1 giro      | 14      | 1     |
| 11  | 23 | Alexander Albon  | Williams-Mercedes            | 57   | +1 giro      | 12      |       |
| 12  | 3  | Daniel Ricciardo | RB-Honda RBPT                | 57   | +1 giro      | 18      |       |
| 13  | 10 | Pierre Gasly     | Alpine-Renault               | 57   | +1 giro      | 17      |       |
| 14  | 77 | Valtteri Bottas  | Kick Sauber-Ferrari          | 57   | +1 giro      | 13      |       |
| 15  | 24 | Zhou Guanyu      | Kick Sauber-Ferrari          | 57   | +1 giro      | PL      |       |
| 16  | 31 | Esteban Ocon     | Alpine-Renault               | 57   | +1 giro      | 15      |       |
| 17  | 63 | George Russell   | Mercedes                     | 56   | Incidente    | 7       |       |
| Rit | 44 | Lewis Hamilton   | Mercedes                     | 15   | Motore       | 11      |       |
| Rit | 1  | Max Verstappen   | Red Bull Racing-Honda RBPT   | 3    | Freni        | 1       |       |

Charles Leclerc riceve un punto addizionale per aver segnato il giro più veloce della gara.

## Classifiche mondiali

### Piloti
| Pos | Pilota           | Punti |
| --- | ---------------- | ----- |
| 1   | Max Verstappen   | 51    |
| 2   | Charles Leclerc  | 47    |
| 3   | Sergio Pérez     | 46    |
| 4   | Carlos Sainz Jr. | 40    |
| 5   | Oscar Piastri    | 28    |
| 6   | Lando Norris     | 27    |
| 7   | George Russell   | 18    |
| 8   | Fernando Alonso  | 16    |
| 9   | Lance Stroll     | 9     |
| 10  | Lewis Hamilton   | 8     |
| 11  | Yuki Tsunoda     | 6     |
| 12  | Oliver Bearman   | 6     |
| 13  | Nico Hülkenberg  | 3     |
| 14  | Kevin Magnussen  | 1     |

### Costruttori
| Pos | Costruttore                  | Punti |
| --- | ---------------------------- | ----- |
| 1   | Red Bull Racing-Honda RBPT   | 97    |
| 2   | Ferrari                      | 93    |
| 3   | McLaren-Mercedes             | 55    |
| 4   | Mercedes                     | 26    |
| 5   | Aston Martin Aramco-Mercedes | 25    |
| 6   | RB-Honda RBPT                | 6     |
| 7   | Haas-Ferrari                 | 4     |

## Decisioni della FIA
Al termine della gara, la Sauber viene convocata dai commissari sportivi per dell'attrezzatura presente nella corsia della pit lane durante una sosta ai box del pilota finlandese Valtteri Bottas. Il costruttore elvetico viene sanzionato con 5 000 euro da parte della Federazione. Fernando Alonso e George Russell vengono convocati in quanto il pilota spagnolo ha guidato in maniera pericolosa in un episodio che ha coinvolto quello britannico tra le curve 6 e 7. Alonso viene penalizzato con un drive through convertito in venti secondi sul tempo di gara e di tre punti sulla superlicenza. Il pilota dell'Aston Martin, sesto all'arrivo, scala in ottava posizione. Il costruttore britannico rinuncia al diritto di revisione dopo che non è stato in grado di ottenere dati oppure nuove prove che non erano a disposizione dei commissari sportivi al momento dell'assegnazione della penalità.